# Leptidea lactea
Leptidea lactea är en fjärilsart som beskrevs av Zdravko Lorkovic 1950. Leptidea lactea ingår i släktet Leptidea och familjen vitfjärilar. Inga underarter finns listade i Catalogue of Life.